# Sette piccoli australiani (miniserie televisiva)
Sette piccoli australiani (Seven Little Australians) è una miniserie televisiva australiana in 10 puntate trasmesse per la prima volta nel 1973. È basata sul romanzo Sette piccoli Australiani (Seven Little Australians) di Ethel Turner del 1955.
È una miniserie drammatica incentrata sulle vicende di un vedovo con sette figli, il capitano Wolcott, che si risposa con Meg.

## Personaggi e interpreti
- Capitano Wolcott (10 episodi), interpretato da Leonard Teale.
- Meg Wolcott (10 episodi), interpretata da Barbara Llewellyn.
- Pip Wolcott (10 episodi), interpretato da Mark Clarke.
- Nell Wolcott (10 episodi), interpretata da Anna Hruby.
- Judy (Helen) Wolcott (10 episodi), interpretata da Jennifer Cluff.
- Baby Wolcott (10 episodi), interpretata da Tania Falla.
- Bunty Wolcott (10 episodi), interpretato da Mark Shields-Brown.
- Il Generale (10 episodi), interpretato da Christian Robinson.
- Esther Wolcott (10 episodi), interpretata da Elizabeth Alexander.
- Martha (10 episodi), interpretata da Ruth Cracknell.

## Produzione
La miniserie fu prodotta da Australian Broadcasting Corporation  Le musiche furono composte da Bruce Smeaton. Il regista è Ron Way.

### Sceneggiatori
Tra gli sceneggiatori sono accreditati:
- Ethel Turner in 10 episodi)
- Eleanor Witcombe in 10 episodi)
- Barbara Vernon

## Distribuzione
La serie fu trasmessa in Australia nel 1973 sulla rete televisiva Australian Broadcasting Corporation. In Italia è stata trasmessa con il titolo Sette piccoli australiani.

## Riconoscimenti
La serie ha vinto il Gold Logie Award nel 1974 per la categoria Best New Drama. Ha anche ricevuto vari Penguin Awards e AFI Awards.